# Haus Germanien
Das Haus Germanien war eine nationalsozialistische Schulungseinrichtung für „germanische“ SS-Freiwillige in Hildesheim im ehemaligen Michaeliskloster. Die SS-Führerschule wurde am 29. September 1943 in Betrieb genommen und bestand bis zum 10. März 1945.

## Geschichte
In den Gebäuden des 1803 aufgelösten Michaelisklosters in Hildesheim bestand seit dem 30. Mai 1827 bis 1943 eine Nervenheil- und Pflegeanstalt. Zu Beginn der 1930er Jahre beherbergte diese Heil- und Pflegeanstalt gut 1000 psychisch kranke und/oder körperlich behinderte Patienten. 1941 wurden etwa 440 Patienten im Zuge der Aktion T4 abtransportiert und ermordet. Danach nutze zunächst die Wehrüberwachung Flandern, Wallonien und Frankreich Teile des Michaelis-Klosters mit der Kirche St. Michael. Die Wehrüberwachung war Teil des Amtes D II der „Germanischen Leitstelle“ im SS-Hauptamt.
Mitte Dezember 1942 begannen Planungen für eine SS-Führungsschule in dem Gebäude. Im Zuge der Errichtung der SS-Schule räumte die Wehrüberwachung Flandern, Wallonien und Frankreich das Kloster und wurde innerhalb Hildesheims in die Nikolaistr. 8 verlegt. Am 29. September 1943 wurde die SS-Führungsschule „Haus Germanien“ in Betrieb genommen. Die Schule führte die Dienststellenbezeichnung: „Der Reichsführer SS – Germanische Schutzstaffel – Haus Germanien“ und war im SS-Hauptamt der Amtsgruppe D, Germanische und Freiwilligen-Leitstelle, unterstellt.
In der SS-Führungsschule „Haus Germanien“ wurden „germanische“ Freiwillige der Waffen-SS in nationalsozialistischer Weltanschauung unterwiesen. Die Zuschreibung „germanisch“ sollte darauf verweisen, dass diese SS-Freiwilligen meist nicht deutscher Herkunft waren, sondern vielfach aus Belgien, Dänemark, den Niederlanden, Norwegen und Schweden stammten, nach nationalsozialistischer Ideologie also aus „germanischen“ Ländern.
SS-Hauptsturmführer Theodor Petzold, der sich schon an der Planung der SS-Führerschule beteiligte, wurde ihr erster von vier Kommandanten. Sein Amtsnachfolger soll ein gewisser SS-Hauptsturmführer Pleschke gewesen sein Möglicherweise ist damit der am 21. August 1905 in Braunau im Sudetenland geborene SS-Hauptsturmführer Ernst Plaschke gemeint. Nachfolger des besagten SS-Hauptsturmführers Pleschke oder Plaschke wurde ab dem 10. Januar 1944 – nach anderen Quellen: ab 5. Mai 1944 – der SS-Sturmbannführer Anton Wellbrock. Er blieb bis zum 16. Juni 1944 Kommandant des Hauses Germanien; sein Amtsnachfolger wurde der Archäologe und SS-Hauptsturmführer Peter Paulsen. Der Ur- und Frühgeschichtler Peter Paulsen wollte das Haus Germanien zu einem zentralen germanischen Forschungsamt umgestalten. Im Rahmen dieses Vorhabens stellte er eine wissenschaftliche Bibliothek zusammen. Paulsen plante außerdem, die Georg-August-Universität Göttingen zu einer SS-Hochschule umzufunktionieren. Ende 1944 bremsten leitende Mitarbeiter der Forschungsgemeinschaft Deutsches Ahnenerbe Paulsens Bestrebungen und wiesen ihn an, sich auf seine eigentliche Aufgabe – die ideologische und militärische Schulungsarbeit – zu konzentrieren.
In den Klostergebäuden befand sich im Jahr 1944 für wenige Monate das Hauptquartier einer sehr kleinen, aus britischen Kriegsgefangenen bestehenden SS-Freiwilligen-Einheit namens Britisches Freikorps / British Free Corps (BFC) unter der Leitung des SS-Hauptsturmführers Hans Werner Roepke (geb. 1916).
Die Schule bestand bis März 1945. Am 10. März 1945, also zwölf Tage vor der Bombardierung Hildesheims am 22. März 1945, bei der das Michaeliskloster schwer beschädigt wurde, wurde der Hauptteil des Stammpersonals, darunter auch Angehörige einer seit 1944 dort untergebrachten Baukompanie, zum SS-Einsatzbataillon Niemegk bei Potsdam versetzt.
Mit dem „Haus Germanien“ vergleichbare Schulungseinrichtungen für nicht-deutsche SS-Offiziere waren das SS-Ausbildungslager in Sennheim im Elsass (Cernay (Haut-Rhin)) und die SS-Schule Avegoor, die am 1. Mai 1941 auf dem Landgut Avegoor in der Nähe von Ellecom in den Niederlanden eröffnet und von SS-Hauptsturmführer Alfons Brendel (geb. 1912) geleitet wurde.